# Characoma basiatra
Characoma basiatra är en fjärilsart som beskrevs av Embrik Strand 1917. Characoma basiatra ingår i släktet Characoma och familjen trågspinnare. Inga underarter finns listade i Catalogue of Life.